# 溫泉津站
溫泉津站（日语：／ Yunotsu eki */?）是位於島根縣大田市溫泉津町小濱，西日本旅客鐵道（JR西日本）的山陰本線車站。
此站是世界遺產「石見銀山遺跡及其文化景觀」內溫泉津溫泉的玄關口。事務管號碼為▲640764。

## 歷史
- 1918年（大正7年）11月25日 - 國有鐵道山陰本線仁萬站至淺利站之間開業，此站啟用。為客運和貨運車站。
  - 當時車站地址為島根縣邇摩郡溫泉津町（日语：温泉津町）小濱。
- 1954年（昭和29年）4月1日 - 隨著溫泉津町（第二次）成立，車站地址為島根縣邇摩郡溫泉津町溫泉津小濱。
- 1973年（昭和48年）6月15日 - 終止貨物起卸業務。
- 1987年（昭和62年）4月1日 - 伴隨國鐵分割民營化，車站由西日本旅客鐵道（JR西日本）營運。
- 2004年（平成16年）7月1日 - 新車站大樓落成。售票業務由JA負責。
- 2005年（平成17年）10月1日 - 隨著大田市（第二次）成立，車站地址為現時位置。

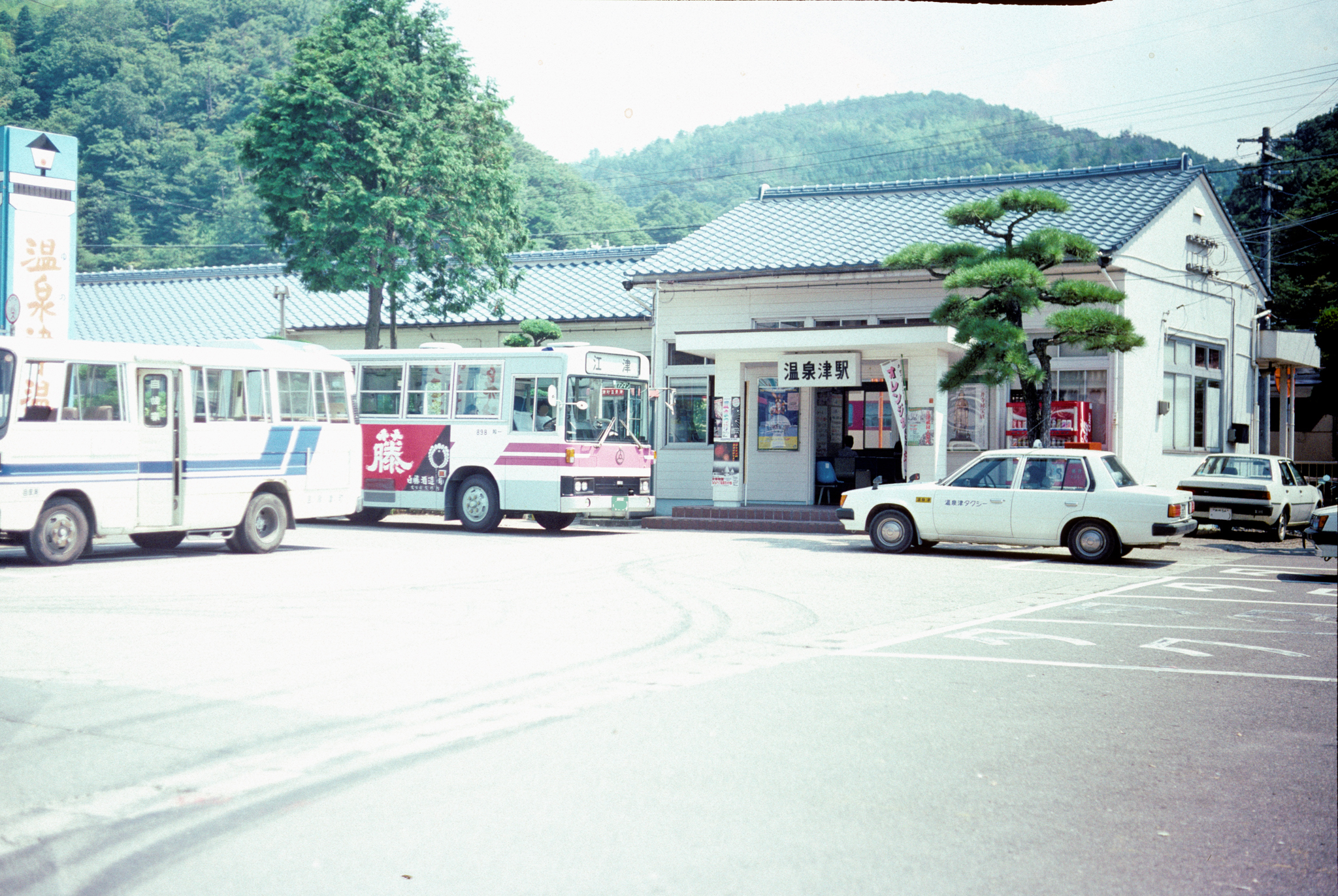
前車站大樓（1990年）

## 車站構造
車站是一座地面車站，設有1面2線的島式月台，可進行列車交會。車站大樓位於靠海月台旁，月台之間設有站內平交道。兩月台可讓上下行列車使用。
車站大樓同時為JA島根溫泉津分店。同時，由JA負責售票業務，為由濱田鐵道部管理的簡易委託車站。櫃臺營業時間為平日8:30至17:00（星期六及假日休息），車站大樓內設有POS終端。

### 月台
| 月台 | 路線     | 上下行 | 方向             |
| ---- | -------- | ------ | ---------------- |
| 1    | 山陰本線 | 上行   | 出雲市、松江方向 |
| 2    | 山陰本線 | 下行   | 濱田、益田方向   |

※截至2017年3月，站內和時間表開始標示月台編號。在列車運輸指令上，兩月台編號也是相同。

## 使用狀況
以下為近年1日平均乘車人次列表：
| 乘車人次變化 | 乘車人次變化    |
| 年度         | 1日平均乘車人次 |
| ------------ | --------------- |
| 1984         | 430             |
| 1994         | 255             |
| 1999         | 178             |
| 2000         | 178             |
| 2001         | 158             |
| 2002         | 149             |
| 2003         | 149             |
| 2004         | 132             |
| 2005         | 131             |
| 2006         | 125             |
| 2007         | 121             |
| 2008         | 120             |
| 2009         | 98              |
| 2010         | 95              |
| 2011         | 100             |
| 2012         | 97              |
| 2013         | 89              |
| 2014         | 57              |
| 2015         | 58              |
| 2016         | 51              |
| 2017         | 51              |

## 車站周邊
車站位於港灣深處，車站村落位於山邊。
- 溫泉津溫泉
- 溫泉津郵局（日语：温泉津郵便局）
- 山陰合同銀行
- 溫泉津的士（日语：温泉津タクシー）
- 大田市政廳溫泉津（日语：温泉津）分所（前溫泉津町（日语：温泉津町）公所）
- 陶器之里、陶器館
- 小濱溫泉
- 國道9號

## 巴士路線
石見交通
- 周布江津線　前往溫泉津温泉／經江津站前、濱田站前 前往周布　※每日1往返班次
- 大田江津線　經仁萬站前 前往太田市民醫院／經淺利站口、江津站前 前往濟生會江津醫院（設有班次以道之駅三彥為終點站）

太田市生活巴士
- 溫泉津線　前往松山團地（設有班次以上町為終點站）

## 相鄰車站
西日本旅客鐵道
山陰本線
- 部分特急「超級松風」「超級隱岐」停車站。
- 快速水快車停車站。

湯里－溫泉津－石見福光

## 注腳
1. ↑  日本國有鐵道旅客局(1984)『鉄道・航路旅客運賃・料金算出表 昭和59年４月20日現行』。
2. ↑  島根縣統計書

## 外部連結
- 溫泉津｜車站資訊：JR出門網 - 西日本旅客鐵道